# Уштерек (Бокейординський район)
Уштере́к (каз. Үштерек) — село у складі Бокейординського району Західноказахстанської області Казахстану. Входить до складу Ординського сільського округу.
У радянські часи село називалось Каус.
Населення — 128 осіб (2021; 284 у 2009, 455 у 1999, 383 у 1989).